# Vuurbuikpadden
Vuurbuikpadden (Bombina) zijn een geslacht van padachtige kikkers die behoren tot de familie Bombinatoridae.
Vuurbuikpadden zijn sterk aan het water gebonden en blijven altijd in het water of in de directe nabijheid daarvan. Vuurbuikpadden komen voor in delen van Europa en Azië en leven vaak in schrale biotopen. In België en Nederland komt ook een soort voor, de geelbuikvuurpad (Bombina variegata). Deze soort is hier echter zeldzaam en komt in Nederland alleen voor in uiterst zuidelijk Limburg en in België in Oost-Vlaanderen.
Alle zes de soorten zijn gemakkelijk te herkennen aan de wrattige huid, de helderrode tot gele buik en de hartvormige pupil. Vuurbuikpadden blijven relatief klein en worden ongeveer vier tot zes centimeter lang. Alle soorten zijn giftig en contact met de huid kan beter vermeden worden.
Vuurbuikpadden worden wel als huisdier gehouden in een aquarium met een landgedeelte.

## Naamgeving
De wetenschappelijke geslachtsnaam Bombina betekent 'zoemer' of 'brommer' en verwijst naar het lokgeluid van de mannetjes.
Vuurbuikpadden danken hun Nederlandstalige naam aan de buik, die altijd een rode, een oranje of een gele kleur heeft. Ondanks de naam 'padden' zijn het echter waterbewoners, terwijl de meeste echte padden voornamelijk op het land leven.
Ook in andere talen worden de kikkers vernoemd naar hun felle buikkleuren, zoals het Engelse 'fire-bellied toad' en het Spaanse 'Sapillo de vientre amarillo' (vertaling; pad met een gele buik). In de Duitse taal wordt het woord 'unken' gebruikt, de etymologie is niet helemaal duidelijk. Mogelijk is het afgeleid van de roep van de mannetjes. In de Franse taal worden vuurbuikpadden aangeduid met 'sonneurs', dat klokkenluiders betekent. Ook deze naam verwijst naar de roep van de mannetjes.

## Verspreiding en habitat

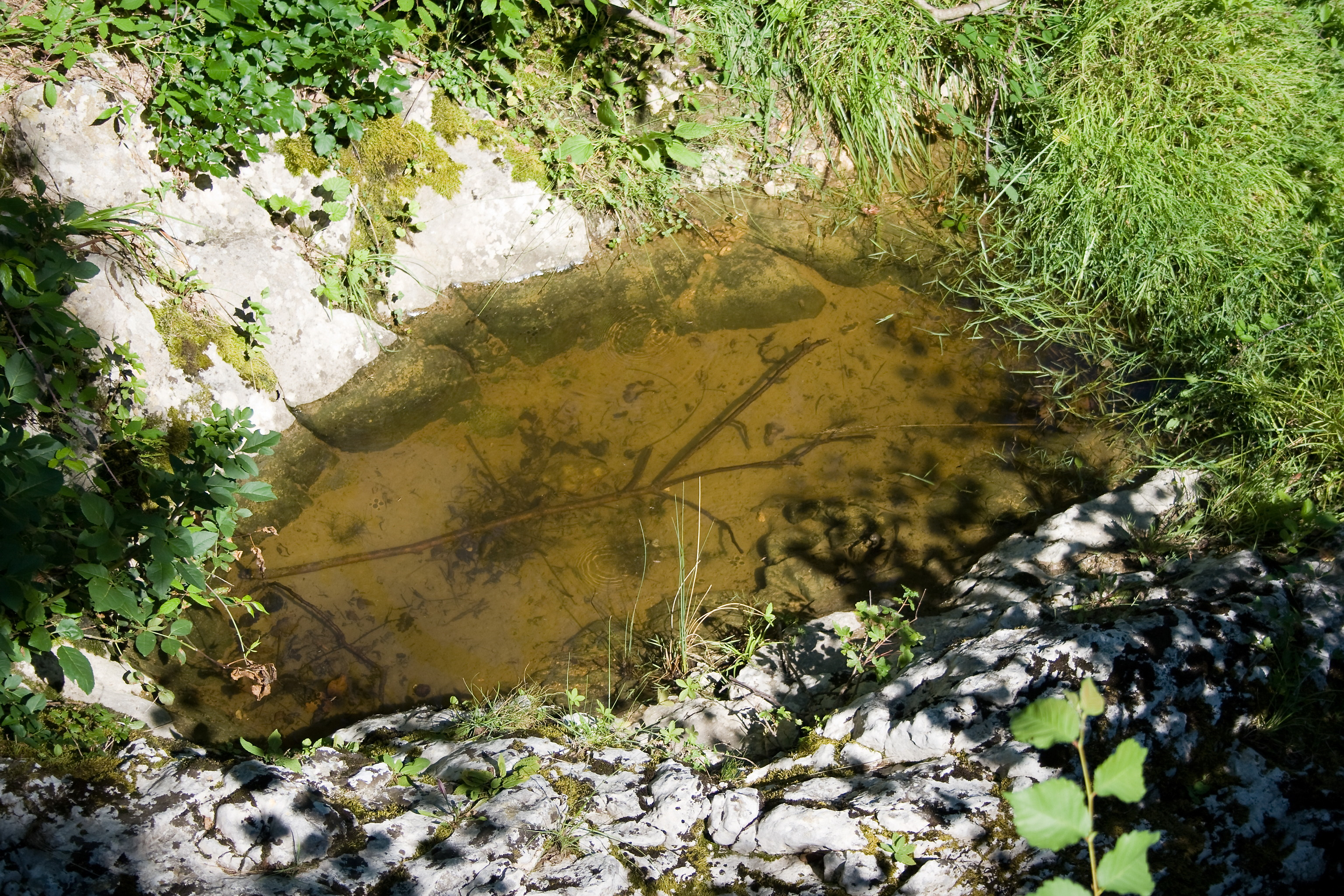
Voortplantingswater in Kroatië van de geelbuikvuurpad

Het verspreidingsgebied van de vuurbuikpadden omvat delen van Europa, tot oostelijk in Azië.
De verschillende soorten vuurbuikpadden komen voor in de landen België, Bosnië en Herzegovina, Bulgarije, China, Denemarken, Duitsland, Frankrijk, Griekenland, Hongarije, Italië, Kazachstan, Korea, Kroatië, Letland, Liechtenstein, Litouwen, Luxemburg, Moldavië, Montenegro, Nederland, Oekraïne, Oostenrijk, Polen, Roemenië, Rusland, Servië, Slovenië, Slowakije, Tsjechië, Turkije, Vietnam, Wit-Rusland, Zweden en Zwitserland.
In Azië komt de Chinese vuurbuikpad voor in een groot gebied in het oosten van China. De reuzenvuurbuikpad komt zuidelijker voor in noordelijk Thailand.
In Europa worden de vuurbuikpadden vertegenwoordigd door twee soorten. De roodbuikvuurpad komt voor in het centrale en het oostelijke deel van Europa tot in Azië. De geelbuikvuurpad heeft een kleiner verspreidingsgebied en komt voor in centraal en zuidelijk Europa. Het areaal loopt westelijk van Frankrijk tot oostelijk in Roemenië. De geelbuikvuurpad is de enige soort die ook in België en Nederland voorkomt. In Nederland is de kikker alleen in zuidelijk Limburg gevonden. In België is de vuurbuikpad in het oosten te vinden.

## Uiterlijke kenmerken

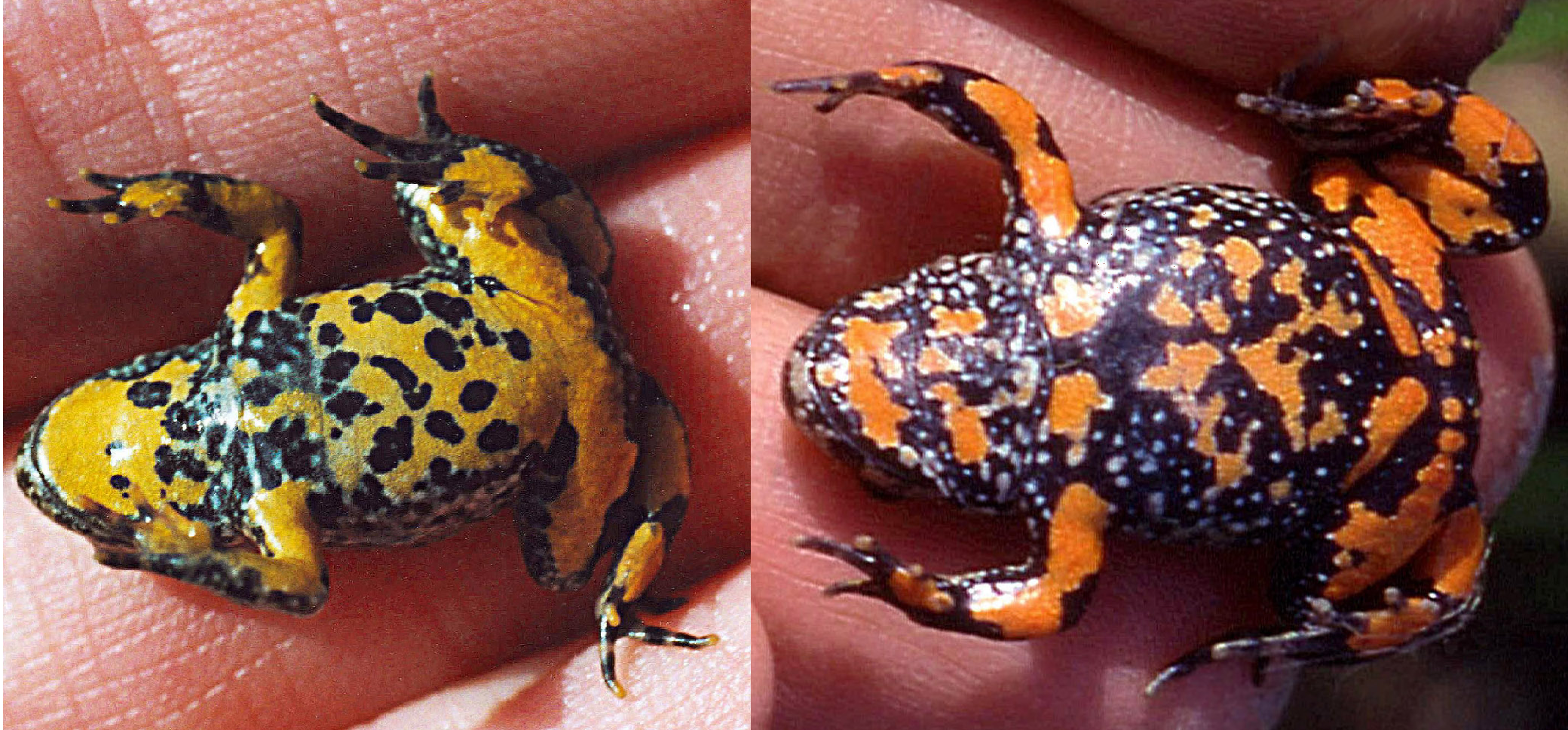
Onderzijde van de geelbuikvuurpad (l) en roodbuikvuurpad (r)

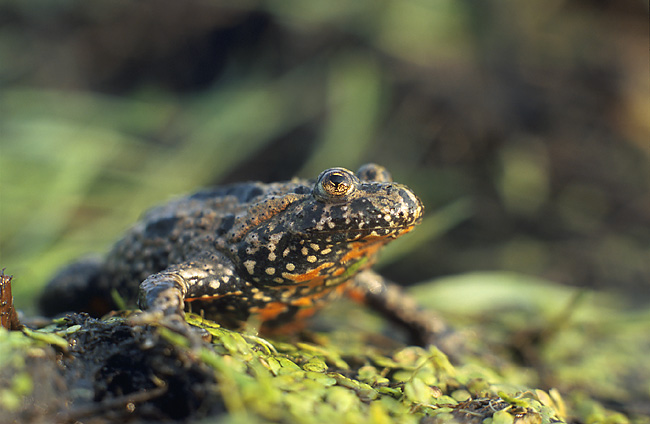
Roodbuikvuurpad in de natuurlijke habitat

Vuurbuikpadden zijn eenvoudig te onderscheiden van andere kikkers en padden door hun felle gele tot rode kleuren aan de buikzijde en de poten. Daarnaast hebben alle soorten een bijzonder ruwe huid. De verschillende soorten zijn onderling niet altijd even eenvoudig uit elkaar te houden door een zekere overlap in kleuren. Sommige soorten komen in hetzelfde leefgebied voor en kunnen zich met elkaar kruisen. Dergelijke exemplaren zijn nog moeilijker te onderscheiden.

### Kop
Vuurbuikpadden hebben een brede en afgeplatte kop, ze zijn alleen al aan hun kop te onderscheiden van de meeste andere kikkers en padden. De ogen zijn hoger op de kop gepositioneerd dan bij andere kikkers. De ogen hebben een bruine tot goudgele iris en een karakteristieke hart-vormige pupil. Alleen de schijftongkikkers hebben een pupil die er enigszins op lijkt, maar deze is omgekeerd-druppelvormig en nooit hartvormig omdat een inkeping aan de bovenrand ontbreekt.
Veel kikkers en met name de padden hebben duidelijk zichtbare gifklieren achter de ogen, de parotoïde klieren genoemd. Bij de vuurbuikpadden zijn deze parotoïden echter niet ontwikkeld.

### Lichaam
Vuurbuikpadden hebben altijd een schutkleur aan de bovenzijde en een schrikkleur aan de onderzijde van het lichaam. De kleur van de rug en bovenzijde van de poten is meestal grijs tot bruin van kleur. Bij de roodbuikvuurpad is de kleur donkerder dan bij de geelbuikvuurpad. Deze laatste soort heeft soms een gedeeltelijk groene rug. De Chinese vuurbuikpad heeft vaak een groene kleur aan de bovenzijde van het lichaam. In delen van het areaal van deze soort komen ook bruine variaties voor.
De buikzijde heeft een kleur die varieert van geel naar oranje tot vermiljoenrood. De verschillen per soort zijn echter beperkt. De roodbuikvuurpad heeft nooit een gele buikkleur en de geelbuikvuurpad heeft soms een geeloranje kleur maar nooit een rode. De grootte van de vlekken en de donkere tekening aan de buikzijde kan verschillen. De roodbuikvuurpad heeft een overwegend zwarte buik waarbij het oppervlak van de rode vlekken minder dan de helft van het buikoppervlak beslaat. De rode kleur bestaat uit vlekken die in de zwarte basiskleur gelegen zijn. De Chinese vuurbuikpad echter heeft een overwegend rode kleur buik. De zwarte kleur bestaat uit een smalle nettekening over de gehele onderzijde van de buik en de poten. Het totale oppervlak van de zwarte kleur is bij deze soort aanmerkelijk kleiner dan de helft.
De vuurbuikpadden hebben allemaal een zeer knobbelige huid, waarbij ieder knobbeltje voorzien is van een klein verhoornd uitsteekseltje. De dieren voelen hierdoor bijzonder ruw aan. De verdikkingen in de huid zijn huidklieren en geen wratjes zoals ze in de spreektaal wel worden aangeduid. Aan de zijkanten van het lichaam is een deel van de huid voorzien van een grote hoeveelheid zintuigcellen. Deze structuur is te vergelijken met de zijlijn van vissen. Bij de vissen is een dergelijke structuur gebruikelijk, maar bij de kikkers wordt het gezien als een primitief kenmerk.
De enige andere groep van kikkers die een zijlijn bezitten zijn de tongloze kikkers (Pipidae).

### Poten
Vuurbuikpadden hebben op het water aangepaste poten. De achterpoten zijn lang en gespierd en dragen goed ontwikkelde zwemvliezen tussen de tenen. Dit vergroot het pootoppervlak zodat de kikker beter kan zwemmen. De vingers hebben geen zwemvliezen en zijn rond en dun.
De vlekken aan de onderzijde van de voet en hand hebben altijd een vlek in dezelfde kleur als de buik. De grootte van de vlek is soms een karakteristiek voor de verschillende soorten. Bij de geelbuikvuurpad reikt de vlek tot de binnenste vingers en tenen maar bij de roodbuikvuurpad niet en is de vlek beperkt tot het midden van de palm respectievelijk zool.

## Voedsel en vijanden
Vuurbuikpadden zijn carnivoor en leven van geleedpotige dieren. Voornamelijk kevers, mieren en vliegen en muggen worden gegeten, zoals dansmuggen en hun larven. Daarnaast worden ook wel vlinders, cicaden, duizendpoten, spinnen en kreeftachtigen zoals vlokreeften worden gegeten.
De eieren en de larven worden door vele waterinsecten en de larven van deze insecten gegeten. Voorbeelden zijn libellenlarven, waterkevers en wantsen zoals de ruggezwemmer. Ook salamanders en visjes eten wel de larven van de vuurbuikpad.
Vijanden van de volwassen exemplaren zijn vogels en zoogdieren. Voorbeelden van vogels die de kikker eten zijn de bosuil, de ekster, de merel, de ooievaar en de roerdomp. Sommige dieren zijn deels afhankelijk van vuurbuikpadden. Uit een onderzoek van een populatie van de kwak (Nycticorax nycticorax) bleek dat tot een kwart van het dieet uit vuurbuikpadden kan bestaan.
Soms wordt op de huid van een vuurbuikpad een kleine, verharde structuur aangetroffen die duidelijk geen onderdeel is van het lichaam. Het betreft dan vaak een erwtenmossel, zoals die uit het geslacht Pisidium. Deze tweekleppige weekdieren hechten zich aan de huid van in het water levende amfibieën, ook bij watersalamanders zijn ze aangetroffen. Ze richten echter geen schade aan, de kleine mossel gebruikt de kikker slechts als taxi om van het ene naar het andere water te geraken.

### Unkenreflex

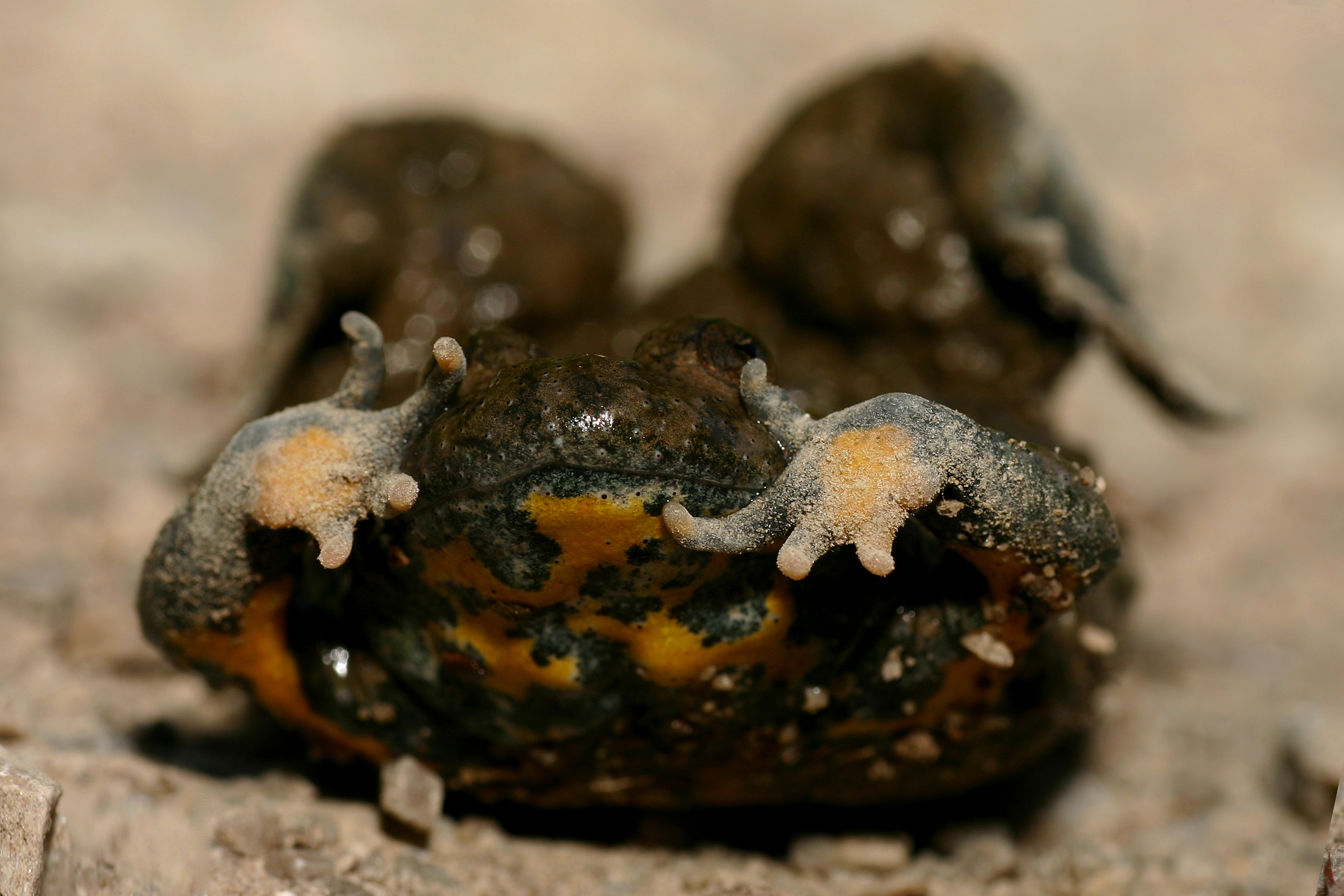
Unkenreflex bij de geelbuikvuurpad

Vuurbuikpadden staan bekend om hun afweergedrag, bestaande uit het zogenaamde unkenreflex of vuurpaddenreflex. De term unkenreflex is afgeleid van het Duitse woord unken, dat 'vuurbuikpadden' betekent. Als de kikker wordt bedreigd wordt het lichaam in een onnatuurlijke, verkrampte positie gebracht waarbij de rug wordt krom getrokken en 'hol' wordt. De poten worden hierbij boven het lichaam gekromd zodat de zolen getoond worden, het geheel is een opmerkelijk gezicht. Door deze verdedigingshouding worden de felle gele tot rode kleuren van de onderzijde van de poten getoond. Dit dient als schrikkleur om vijanden af te schrikken.
Mocht een vijand de kikker toch doorslikken, dan wordt deze geconfronteerd met de bittere huidafscheiding die tevens zeer prikkelend werkt op de slijmvliezen van mond, neus en keel. De verhoornde puntjes van de huidklieren bemoeilijken het doorslikken van de pad.

### Huidafscheiding
Vuurbuikpadden kunnen een slijmerig goedje afscheiden als ze worden bedreigd. De afscheiding bevat een aantal gifstoffen die met name de slijmvliezen aantasten. Als een vuurbuikpad in het nauw gedreven wordt kan het gehele lichaam bedekt worden door een schuimachtige afscheiding. De gifstoffen hebben een geur die aan knoflook doet denken.
Voor veel dieren is de vuurbuikpad hierdoor oneetbaar en mensen kunnen ook beter geen exemplaren oppakken. De gifstoffen van een vuurbuikpad, die een grote hoeveelheid vergif uitscheidt, zijn op enige afstand al zeer prikkelend voor de ogen en neus. Dit kan leiden tot hevig tranen en niesbuien.

## Voortplanting en ontwikkeling

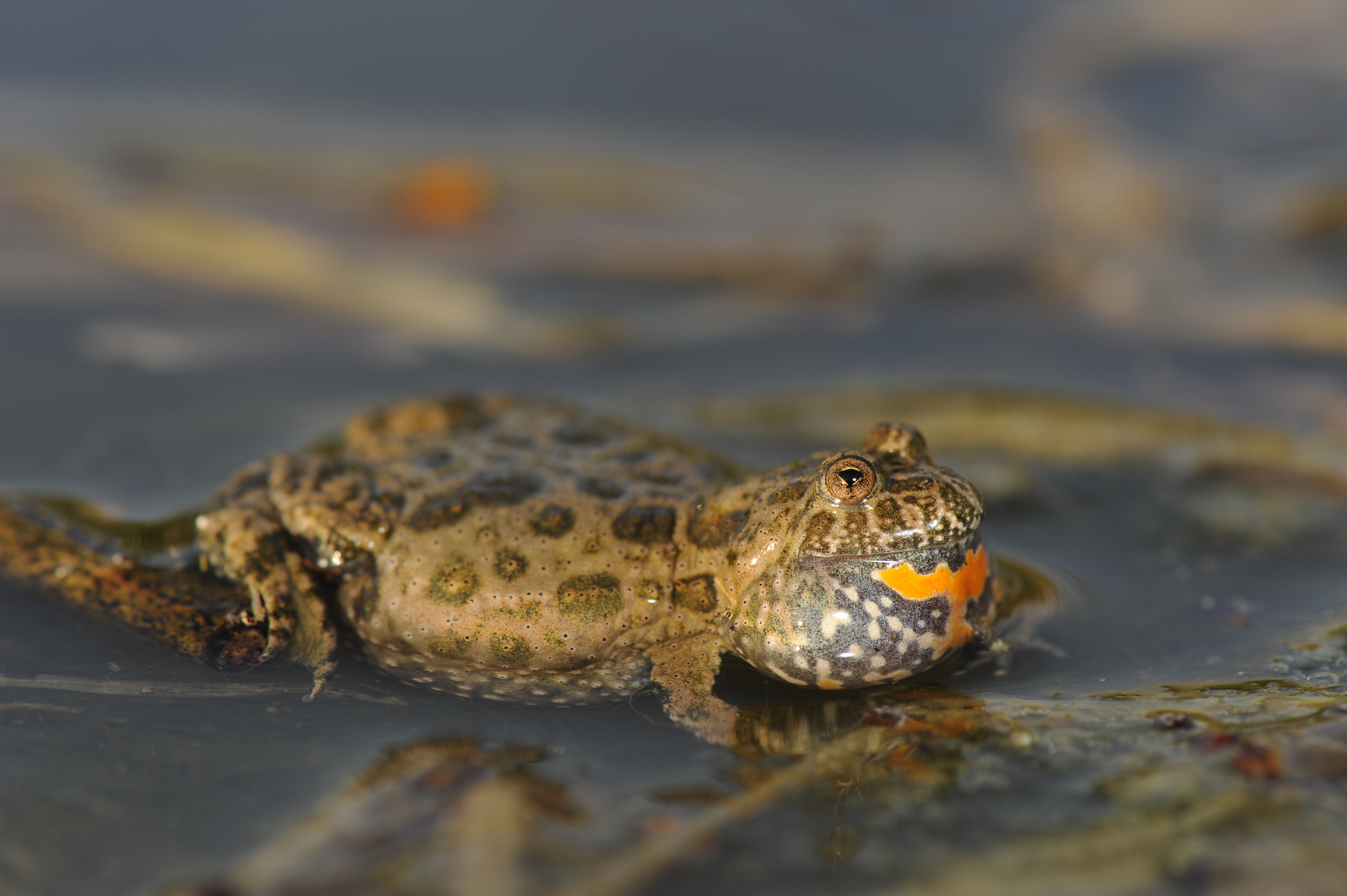
Kwakende roodbuikvuurpad

Vuurbuikpadden planten zich voort in de lente en vroege zomer. De eieren worden afgezet in het water waar ook de larven zich ontwikkelen. De paartijd van de verschillende soorten verschilt enigszins, de geelbuikvuurpad plant zich voort van april tot augustus.

### Kwaken
Mannetjes lokken de vrouwtjes door geluiden te maken, het zogenaamde kwaken. Ondanks dat de verschillende vuurbuikpadden op elkaar lijken, zijn er enkele verschillen als het gaat om het kunnen maken van geluid. De roodbuikvuurpad heeft een relatief grote longinhoud en bezit kwaakblazen aan de keel. Het mannetje van deze soort kan 3,5 kubieke centimeter aan longinhoud bezitten en door de lucht van de kwaakblaas naar de longen te persen wordt een geluid geproduceerd dat lijkt op oenk.. oenk.. oenk. Opmerkelijk is dat het geluid niet tot stand komt door lucht naar de kwaakblaas te persen maar net andersom. De geelbuikvuurpad heeft daarentegen geen kwaakblaas en een relatief kleine longinhoud tot 2,2 centimeter bij eenzelfde lichaamslengte. Het lokgeluid van deze soort draagt aanmerkelijk minder ver dan dat van de roodbuikvuurpad.
Het geluid wordt door de mannetjes niet alleen gebruikt om vrouwtjes te lokken maar ook om de positie van andere mannetjes te bepalen. Als een ander kwakend mannetje wordt gehoord, zal de kikker zijn gekwaak hierop aanpassen.
Het lokgeluid van de vuurbuikpadden wijkt af van andere kikkers, maar het kan worden verward met het geluid van verschillende vogels. Voorbeelden zijn diverse soorten uilen, zoals de dwergooruil en de dwerguil. De geluiden van de kikkers zijn zo sterk te verwarren met die van vogels dat op een opname met vogelgeluiden de roep van de roodbuikvuurpad met de reigersoort woudaap (Ixobrychus minutus) werd verwisseld.
Als een mannetje een vrouwtje heeft ontdekt omklemt hij haar achter de achterpoten, dit wordt wel de amplexus lumbaris genoemd. Bij de meeste kikkers omklemt het mannetje het vrouwtje juist achter haar voorpoten, wat de amplexus axillaris wordt genoemd.

### Ei en larve

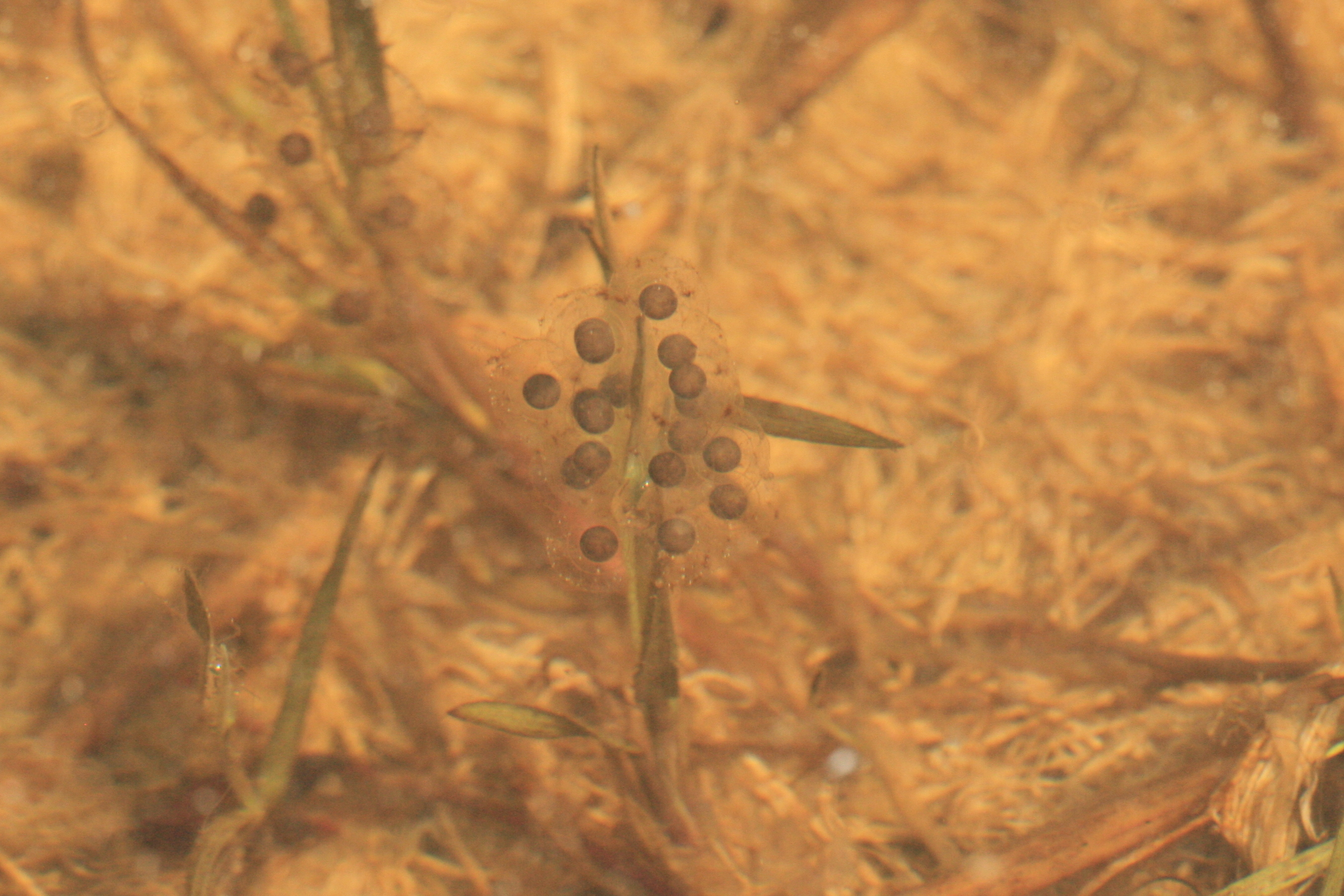
De eierklompjes worden aan planten bevestigd.

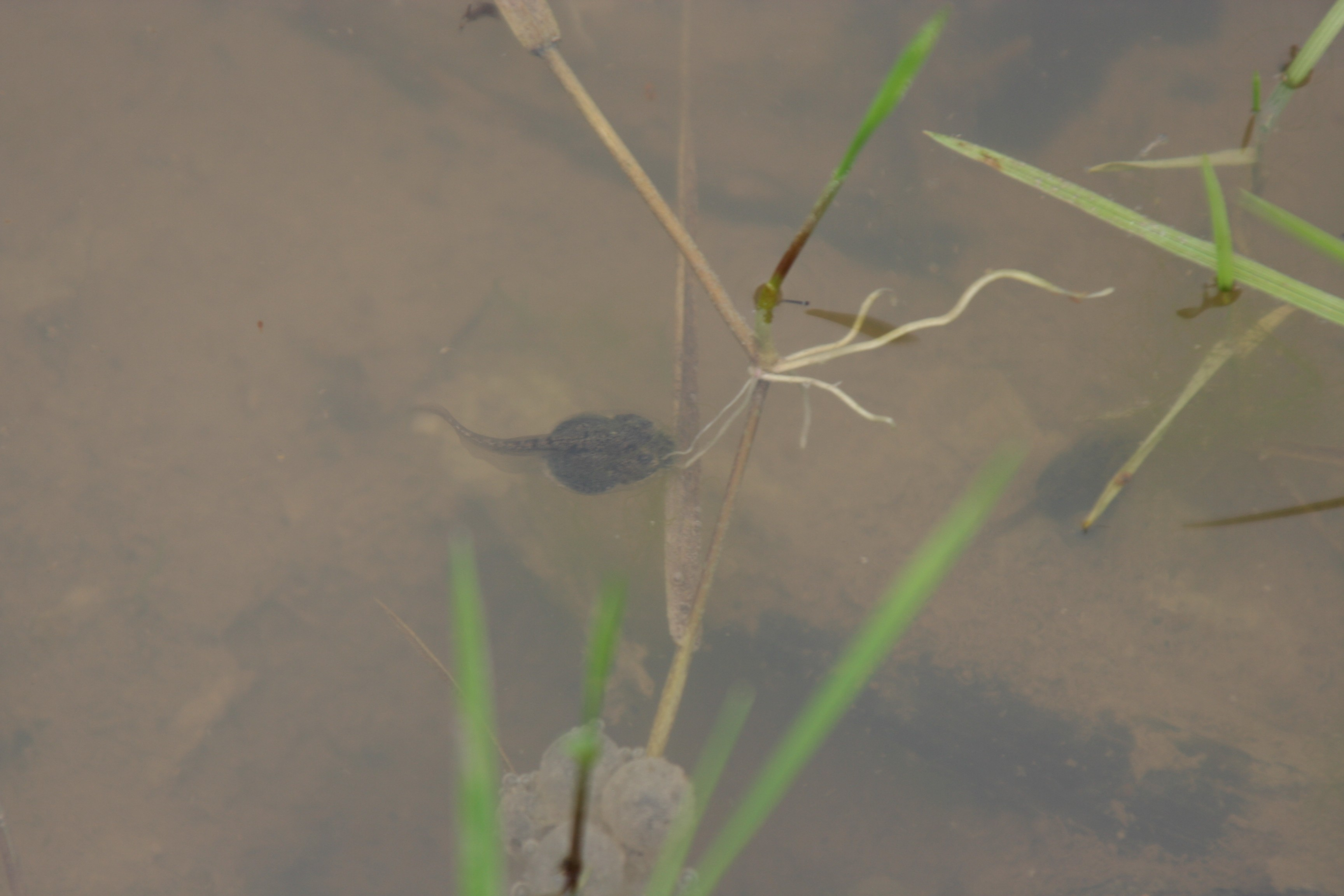
De larven eten planten, kleine diertjes en dood materiaal.

De eieren van de geel- en roodbuikvuurpad hebben een doorsnede van 1,2 tot 2 millimeter en het gehele ei inclusief het beschermende doorzichtige omhulsel is 5 tot 8 millimeter in doorsnede. De eieren worden in groepjes afgezet, meestal rond planten.
De larven zijn typische kikkervisjes, ze hebben aan het eind van hun ontwikkeling een relatief lange staart. De kieuwopening of spiraculum is aan de buikzijde gelegen. Bij veel andere kikkers hebben de larven een spiraculum aan de zijkant van het lichaam, zoals de boomkikkers (Hyla) en de groene kikkers (Rana). De kikkervisjes zijn ook te onderscheiden van andere soorten aan het mondveld. Het mondveld is de omgeving van de mondopening, die bij kikkerlarven voorzien is van rijen verhoornde tandjes. Vlak voor de metamorfose vallen deze tandjes af, inclusief het kaakdeel. De larven van vuurbuikpadden hebben twee rijen tanden boven de mond aan de bovenlip en drie rijen aan de onderzijde van de mond aan de onderlip. De exacte configuratie van het mondveld varieert enigszins per soort. De roodbuikvuurpad heeft als larve een driehoekige vorm van het mondveld bij een gesloten bek terwijl de vorm van de geelbuikvuurpad duidelijk ronder is. De roodbuikvuurpad heeft vaak een kleine onderbreking in de bovenste van de drie rijen onderlipstandjes, terwijl dit bij de geelbuikvuurpad zelden voorkomt.
De larven hebben een relatief lange staart die altijd kleiner is dan anderhalf keer de lichaamslengte. De larven hebben een relatief hoge staartzoom. Ook de precieze vorm van de staartzoom verschilt enigszins per soort. De roodbuikvuurpad heeft een staartzoom die tot de kop reikt tot bijna aan de ogen. De staartzoom van de geelbuik en de Chinese roodbuik reikt tot hooguit de achterzijde van het lichaam. De larve van deze laatste soort heeft reeds een rode buik tegen het einde van de ontwikkeling. Aan de buikzijde zijn de hechtorganen aanwezig, hiermee zuigen de kikkervisjes zich vast aan de ondergrond. Bij veel kikkerlarven hebben de hechtorganen een specifieke vorm. Die van de vuurbuikpadden hebben een hechtorgaan dat lijkt op een lemniscaat of een omgevallen acht ({\displaystyle \infty }).

### Subadult
De roodbuik- en geelbuikvuurpad zijn meestal na twee overwinteringen volwassen en kunnen zich voortplanten. Bij mannetjes is dit soms al na de eerste overwintering. Vuurbuikpadden kunnen relatief oud worden, van de geelbuikvuurpad is bekend dat een gemiddelde leeftijd tot acht jaar wordt bereikt, met uitschieters tot 16 jaar. Van de roodbuikvuurpad is zelfs een in gevangenschap gehouden exemplaar bekend dat een leeftijd heeft bereikt van dertig jaar.

## Taxonomie en indeling
Er zijn zes verschillende soorten, allemaal hebben ze een afgeplat lichaam en een padachtig, gedrongen uiterlijk. De soorten uit deze familie zijn aanzienlijk giftiger dan veel andere kikkers en padden. Soorten uit geslacht Bombina hebben felle buikkleuren en leven in Europa en Azië. Als de kikker zich bedreigd voelt, worden deze felle kleuren tentoongesteld door de poten op te tillen. Dit 'onnatuurlijke' gedrag, de onderzijde is immers de kwetsbare zijde, wordt het unkenreflex genoemd.
De indeling van de Bombinatoridae is niet geheel onomstreden; met name het geslacht Bombina wordt ook wel tot de echte kikkers (Ranidae) gerekend hoewel dit enigszins is verouderd. Tot voor kort werd Bombina tot de familie van schijftongkikkers (Discoglossidae) gerekend, maar deze groep wordt niet meer erkend.
Lange tijd werd de soort Bombina pachypus erkend als Italiaanse variant van de geelbuikvuurpad. Deze soort wordt tegenwoordig echter als een variatie beschouwd. In 1993 werd Bombina lichuanensis tot soort verheven maar dit is achterhaald. Soms worden nog twee andere soorten erkend, waarmee het soortenaantal op acht komt. Dit zijn de soorten Bombina fortinuptialis en Bombina microdeladigitora. Deze soorten worden over het algemeen echter niet gezien als aparte soorten maar als variaties van de reuzenvuurbuikpad (Bombina maxima).

Geslacht vuurbuikpadden
- Soort Bombina bombina (Linnaeus, 1761) – Roodbuikvuurpad
- Soort Bombina maxima (Boulenger, 1905) – Reuzenvuurbuikpad
- Soort Bombina microdeladigitora Liu, Hu & Yang, 1960
- Soort Bombina orientalis (Boulenger, 1890) – Chinese vuurbuikpad
- Soort Bombina pachypus (Bonaparte, 1838)
- Soort Bombina variegata (Linnaeus, 1758) – Geelbuikvuurpad